# Cocoa Touch
Cocoa Touch – biblioteka interfejsu użytkownika dla systemu iOS wykorzystująca ekran dotykowy, co różni ją od jej pierwowzoru – biblioteki Cocoa z systemu OS X.
Narzędzia do tworzenia programów za pomocą tej biblioteki dostarczane są z iOS SDK. Są one tworzone głównie w języku Objective-C.